# Novgorodský dětinec
Novgorodský dětinec (rusky Новгородский детинец), též Novgorodský kreml (rusky Новгородский кремль) je historický kreml Velikého Novgorodu v Rusku. Rozkládá se na levém břehu řeky Volchov. První písemná zmínka o něm pochází z roku 1044. Je architektonickou památkou federálního významu a v rámci Historických památek Novgorodu a okolí je také zanesen na seznam světového dědictví UNESCO.

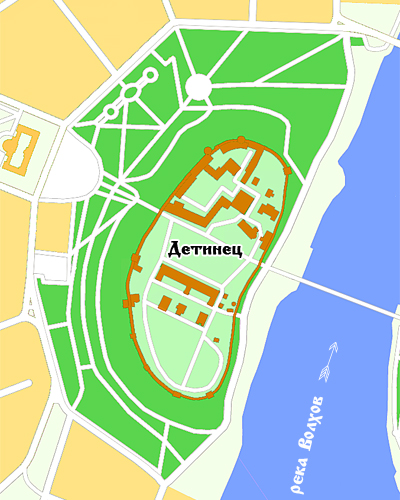
Plán kremlu a přilehlého okolí

## Historie
Původně dřevěný kreml byl založen za vlády Vladimíra Jaroslaviče (1034–1052), syna Jaroslava I. Moudrého. Roku 1045 kníže Vladimír začal v kremlu s výstavbou Chrámu svaté Žofie – hlavního chrámu Pana Velikého Novgorodu, jak se tehdy městu říkalo. Chrám vysvětili po sedmi letech roku 1052, necelý měsíc před Vladimírovou smrtí. Kníže tak byl pohřběn v čerstvě dokončeném chrámu.
Roku 1065 byl dřevěný kreml dobyt polockým knížetem Vseslavem Brjačislavičem. V 11. století měla pevnost pouze dvě brány, na severu a na jihu. Dubové zdi vytvářely velký kruh, v jehož středu stál Chrám svaté Žofie. V polovině 11. století byl kreml rozšířen o současnou severovýchodní a jižní část. Roku 1097 vyhořel a znovu byl obnoven až roku 1116 za panování knížete Mstislava Vladimíroviče, syna Vladimíra II. Monomacha. Tehdy byl kreml rozšířen na jih a dosáhl současných rozměrů.
Roku 1136 byla moc knížat značně omezena a stala se závislou na věče. Knížata se přestěhovala na vlastní Rurikovo hradiště za městem a Novgorodský dětinec se stal sídlem nového státního útvaru, Novgorodské republiky. Značnou část kremlu zabírala rezidence archiepiskopa (arcibiskupa), která zahrnovala početné chrámy, obytné budovy i hospodářské objekty. Roku 1262 došlo opět k požáru, po kterém byly vystavěny zcela nové hradby. V roce 1333 započal novgorodský archiepiskop se stavbou kamenného kremlu, který měl město ochránit před vojsky Ivana I. Kality, nájezdy Zlaté hordy i před Švédy. Přestavba kremlu na kamenný však byla završena až v 30. letech 15. století. Roku 1348 totiž vtrhli na novgorodské území Švédové, obsadili Votskou pětinu i pevnost Orešek, proto se stavební práce na Novgorodském kremlu obnovily až v 2. polovině 14. století. Roku 1437 se část zvonice Chrámu svaté Žofie zřítila kvůli povodni, ale již za dva roky byla obnovena. Hlubokou přestavbou Kreml prošel roku 1478 za vlády moskevského velkoknížete Ivana III., kdy byl Novgorod přičleněn k Moskevskému velkoknížectví. Důvodem byl rozvoj dělostřelecké techniky, při jejímž obranném využití starý kreml nevyhovoval. Přestavbu financovali společně Ivan III. a novgorodský archiepiskop Gennadij. Práce byly završeny roku 1490. Přestavba byla tak zásadní, že se vlastně jednalo o výstavbu zcela nového kremlu.
7. května 1862 došlo k pádu velké části hradby u řeky Volchov. Příčinou byl její havarijní stav, o kterém se psalo již v 17. století. Znovu byla obnovena z červených cihel, aniž by byl jakkoli respektován ráz původních hradeb. Z ekonomických důvodů postavili novou zeď mnohem tenčí a materiál ušetřily i velmi hluboké výklenky. V části této nové hradby byl vybudován archiv, který byl v době německé okupace využíván jako kasárna pro Wehrmacht.
30. dubna 1991 se zřítilo více než 20 m hradby u Spasské věže a v noci z 3. na 4. května ještě další přiléhající část. K obnově zřícených hradeb došlo v letech 1994–1996.

## Areál kremlu
Kreml stojí na pahorku, který o 10 m převyšuje úroveň Volchova. Má formu nepravidelného oválu, protaženého z jihu na sever. Hradby jsou dlouhé 1487 m, ze severu na jih měří kreml 565 m, ze západu na východ 220 m. Celková plocha prostoru mezi hradbami činí 12,1 ha.

### Hradby a věže kremlu
Hradby jsou vybudovány z kamene (vápenec a valouny) a cihel, spojených vápennou maltou. Síla stěn se pohybuje od 3,6 do 6,5 m, výška od 8 do 15 m. Charakteristickým rysem Novgorodského dětince byly chrámy nad bránou. Za jejich výstavbou stáli především novgorodští archiepiskopové. V současnosti má většina hradeb, zrestaurovaných mezi lety 1950 a 1960, podobu z 15. století.
Každá věž je uvnitř rozdělena na pět až šest pater, propojených dřevěným schodištěm. Často se zde také nacházelo zařízení pro vyzdvihování vybavení a zásob. Každá z věží měla východy na hradební ochoz. V nižších patrech byly často skladovány zásoby pro případ obléhání. Názvy všech věží jsou historické. Mezi nejstarší věže patří Spasská (1297) a Pokrovská (1305).

### Chrámy
- Chrám svaté Sofie (1050)
- Chrám Andreje Stratilata (15. stol.)
- Chrám Sergeje Radoněžského (1463)
- Chrám Květné neděle (1759)

## Galerie

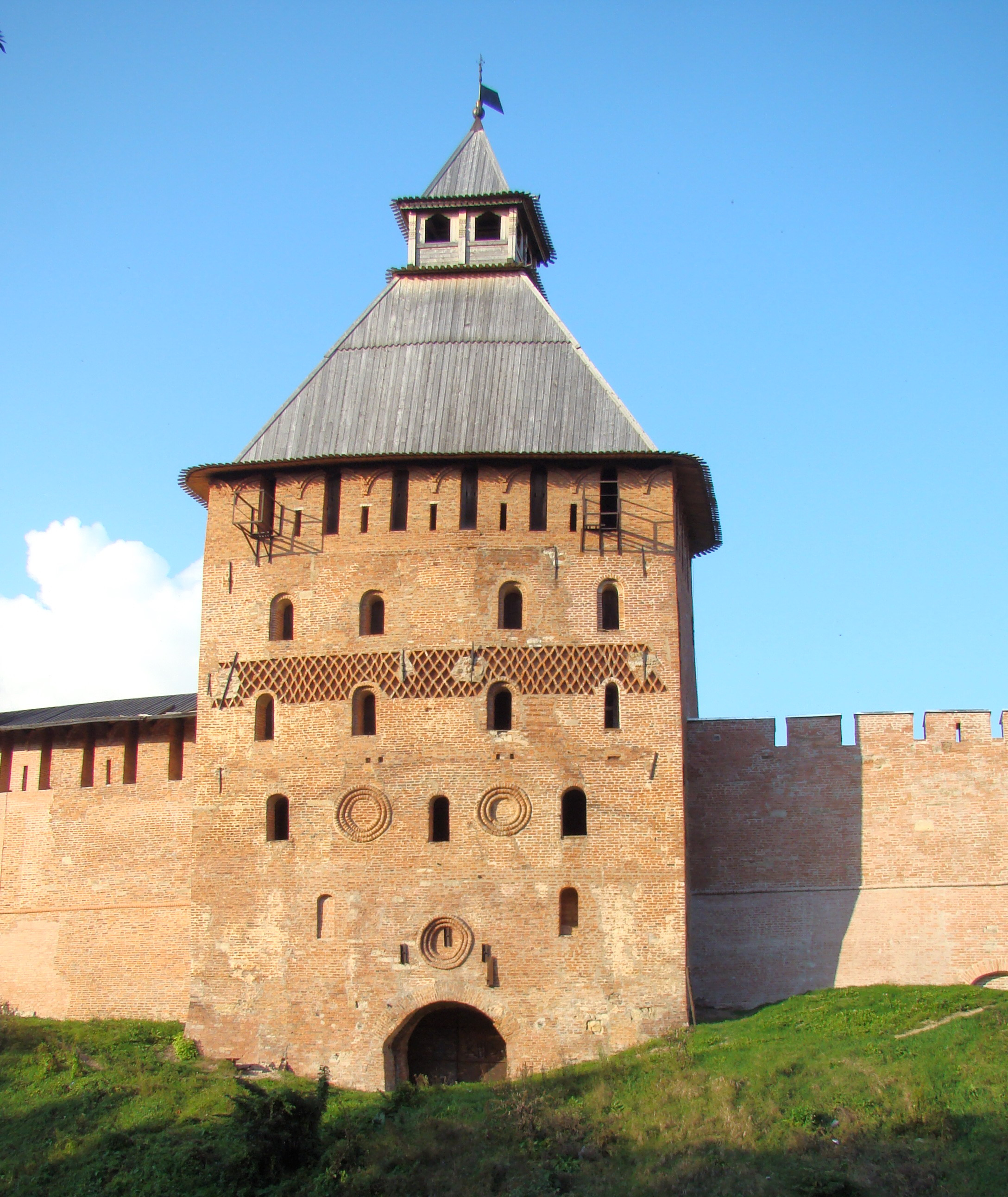
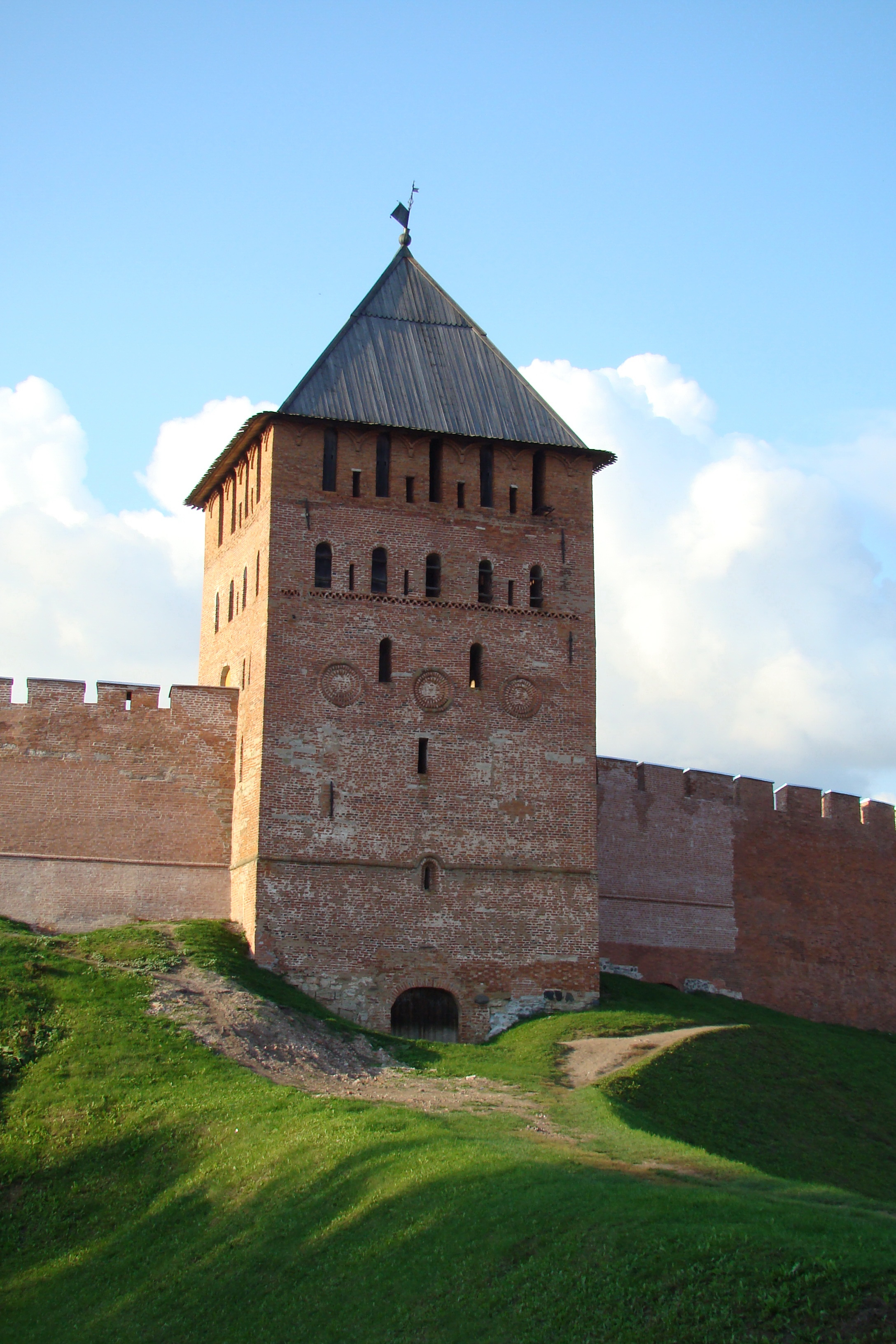
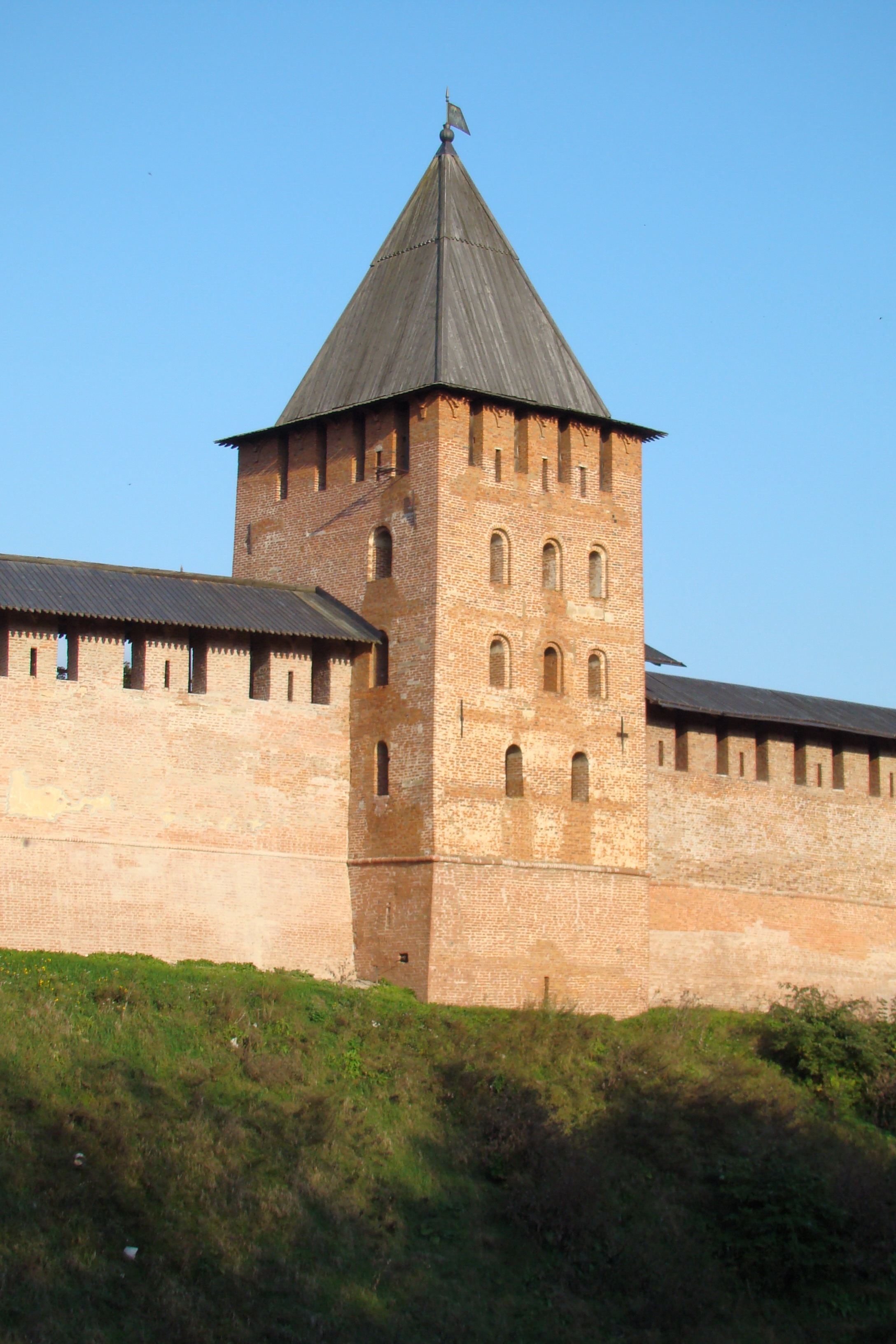
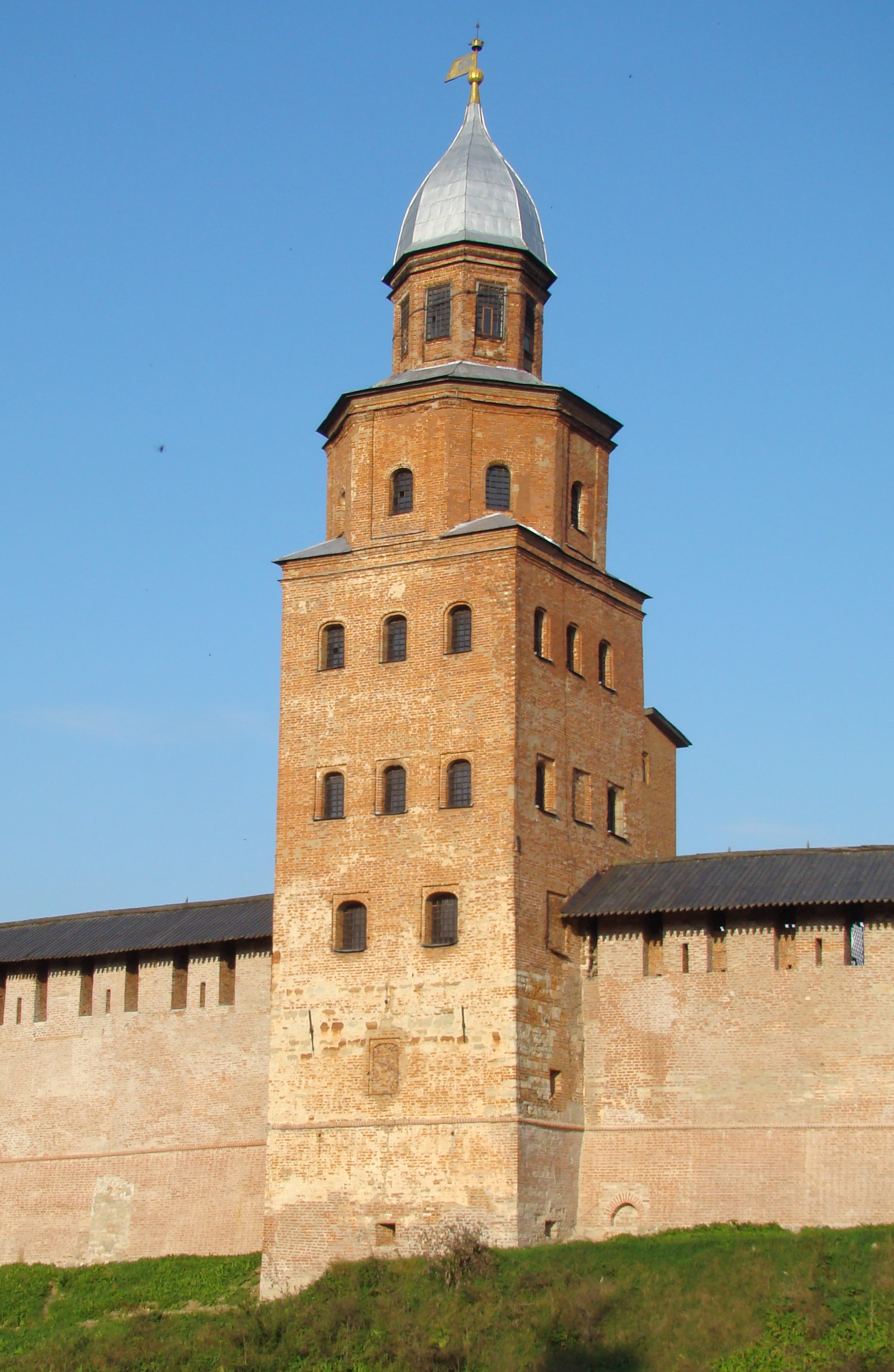
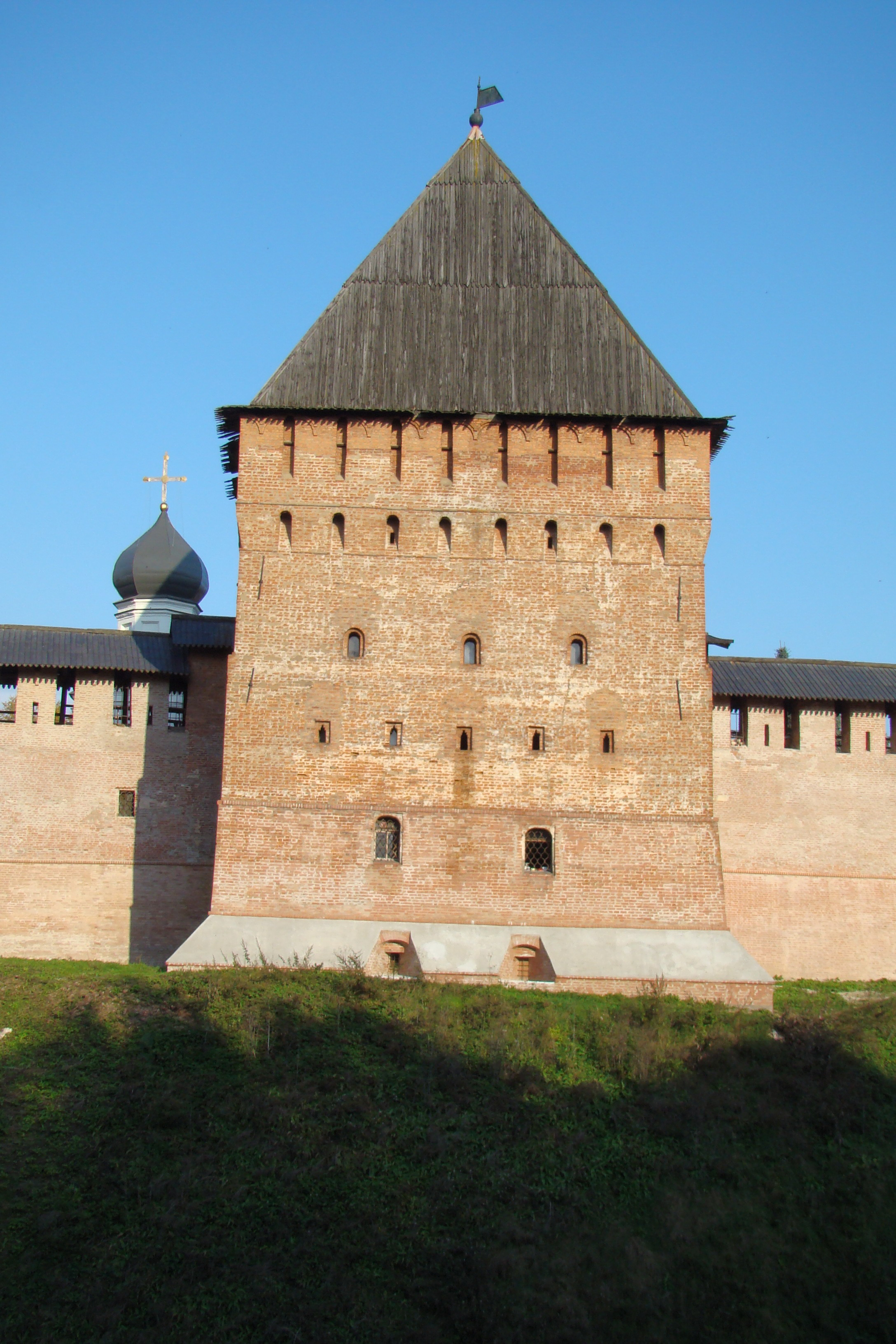
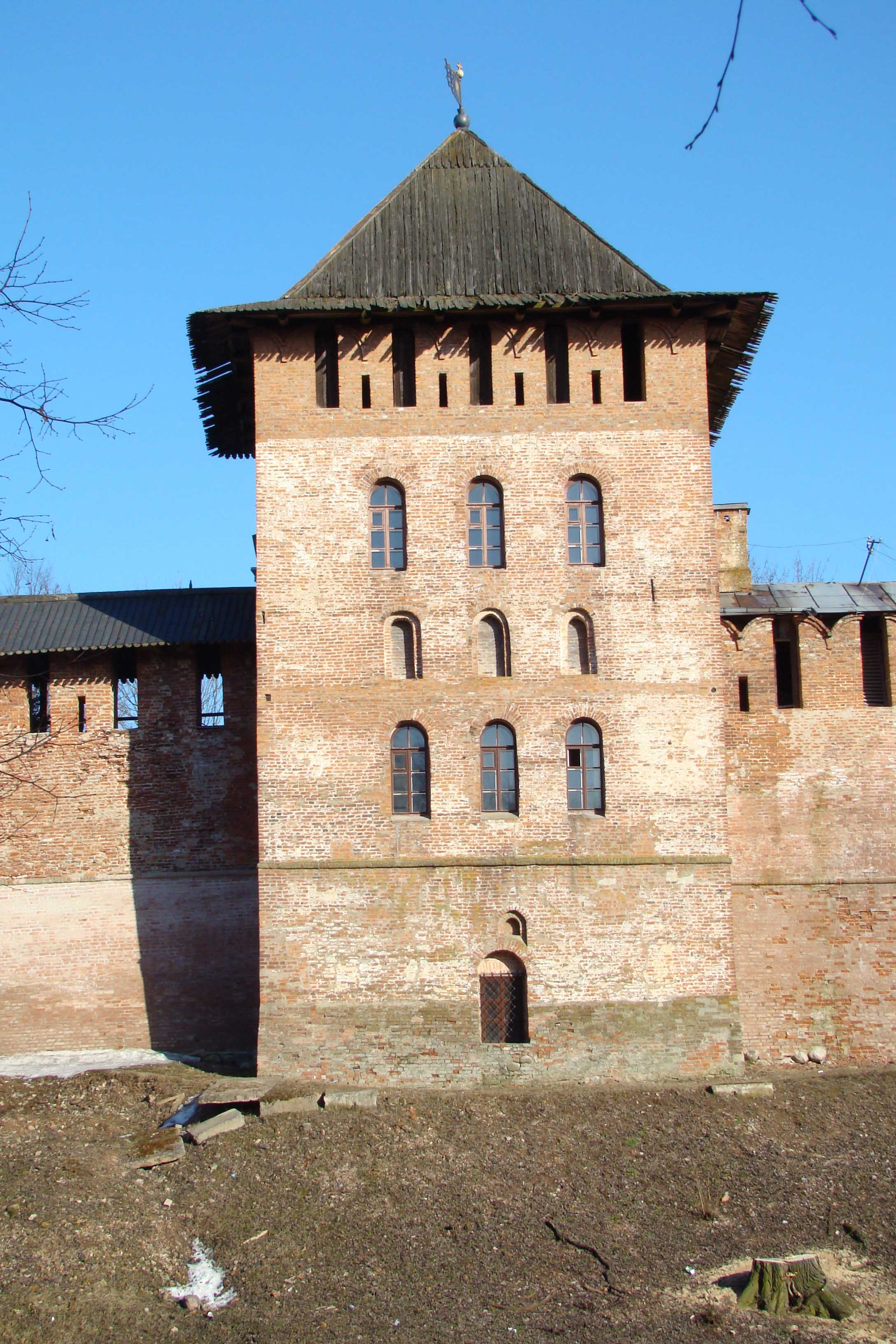
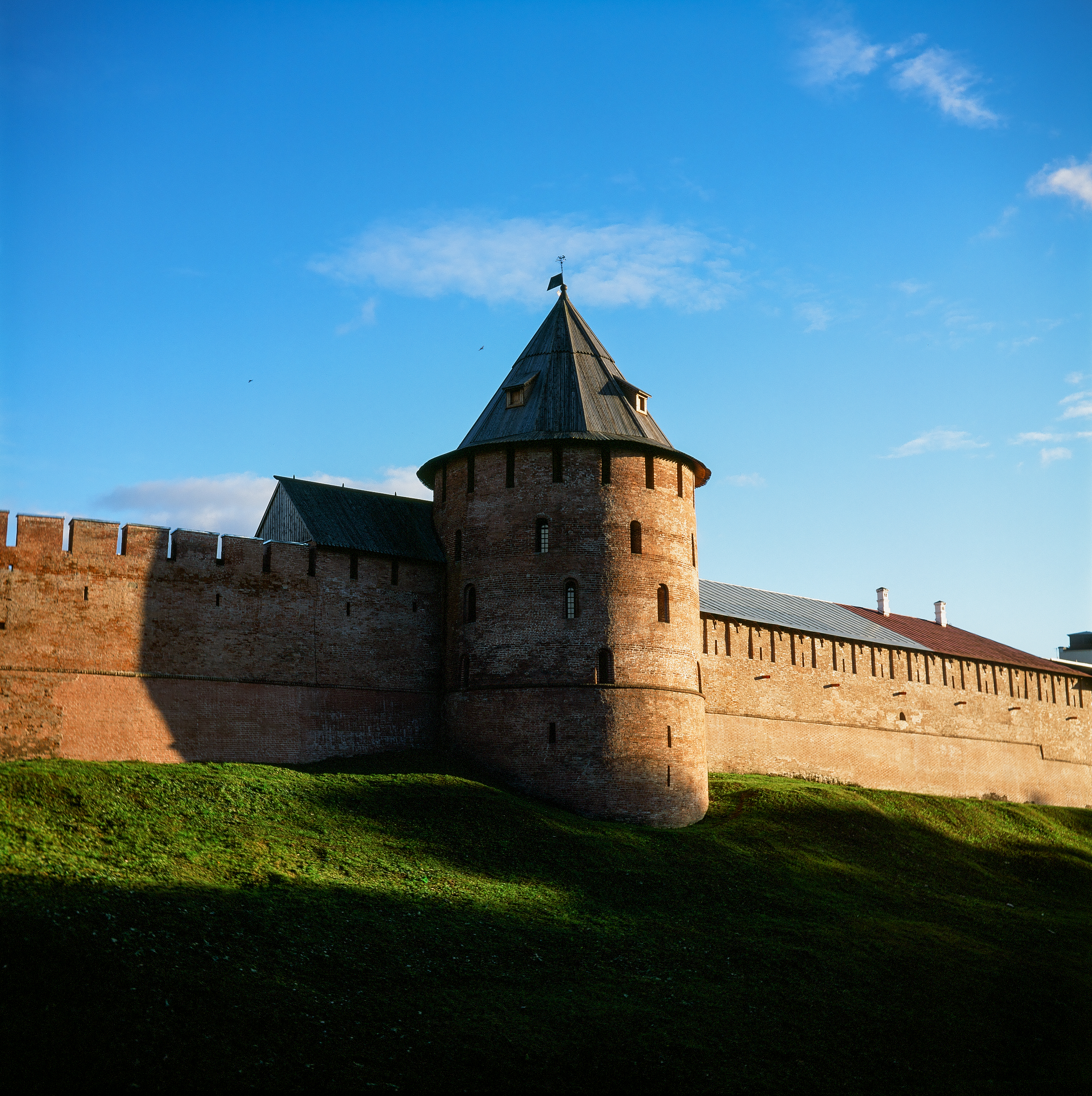
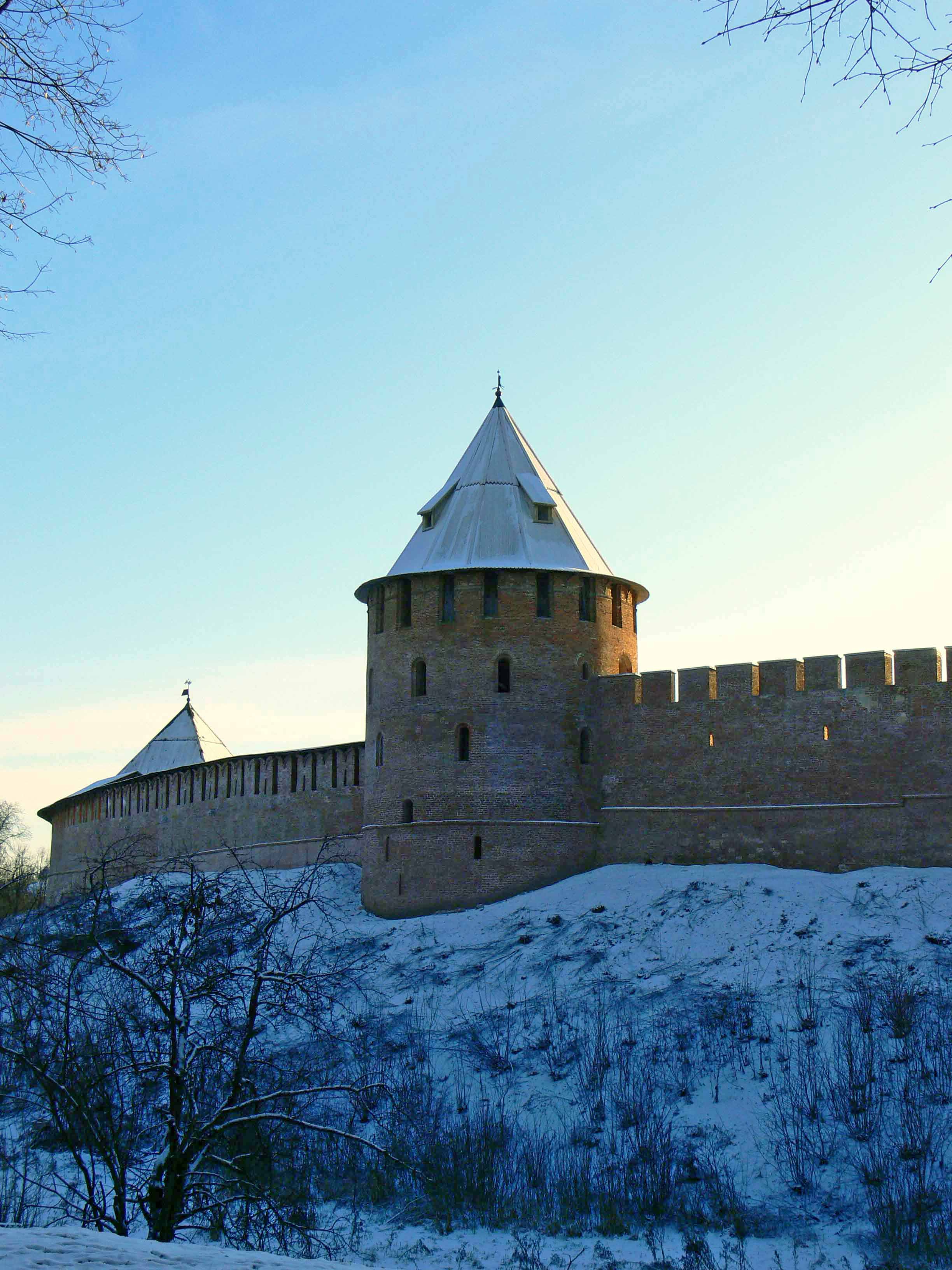
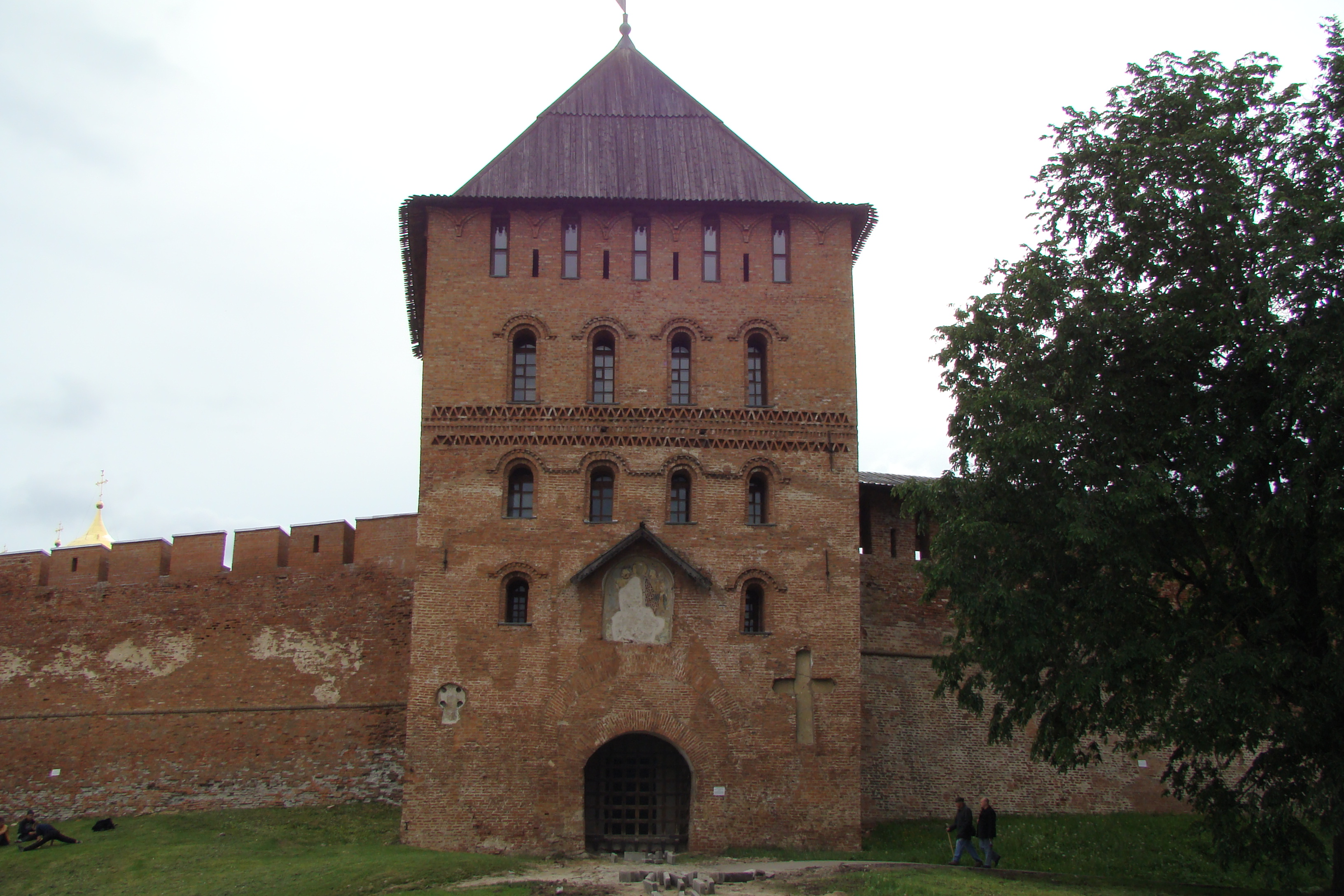
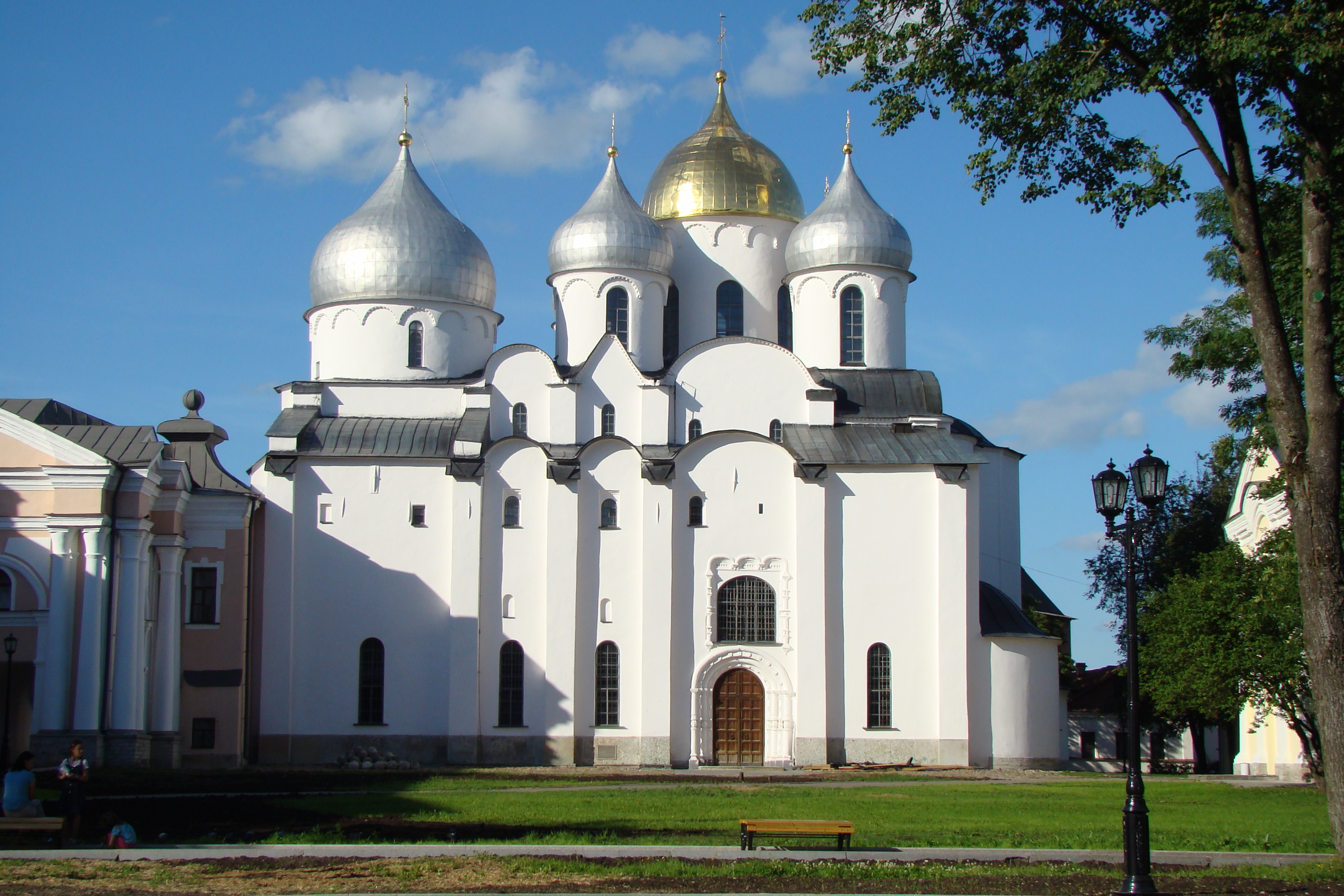
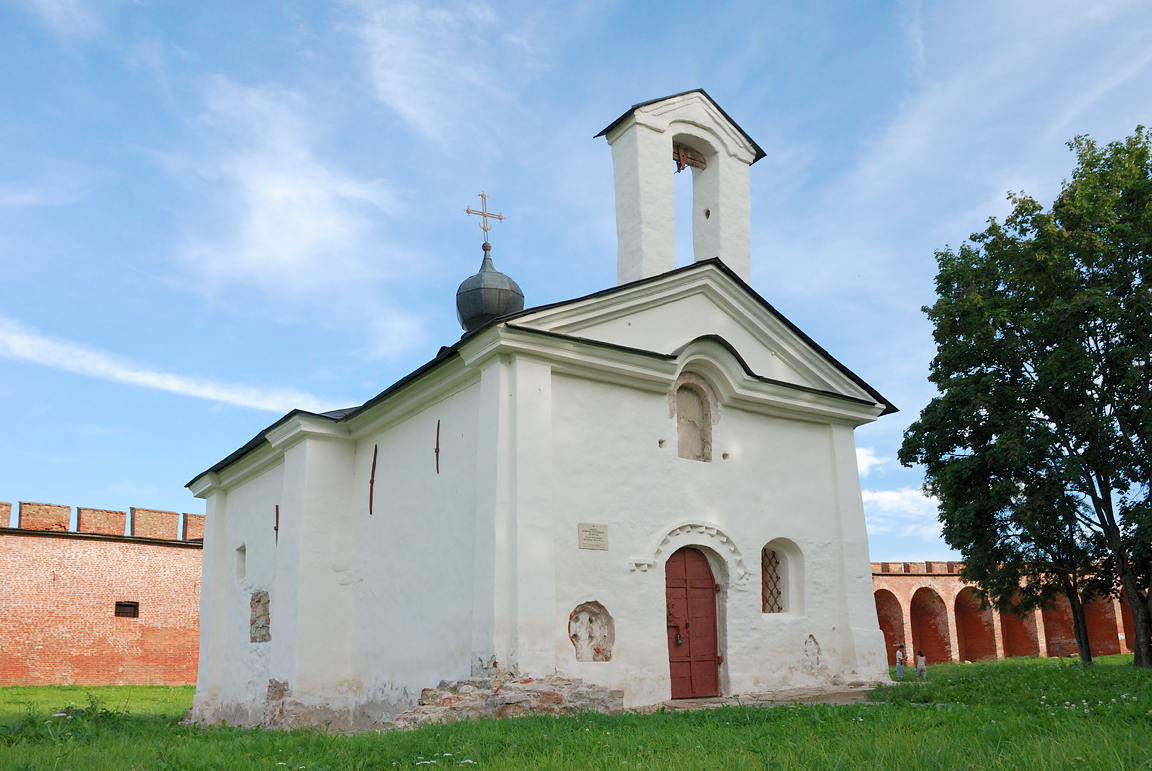
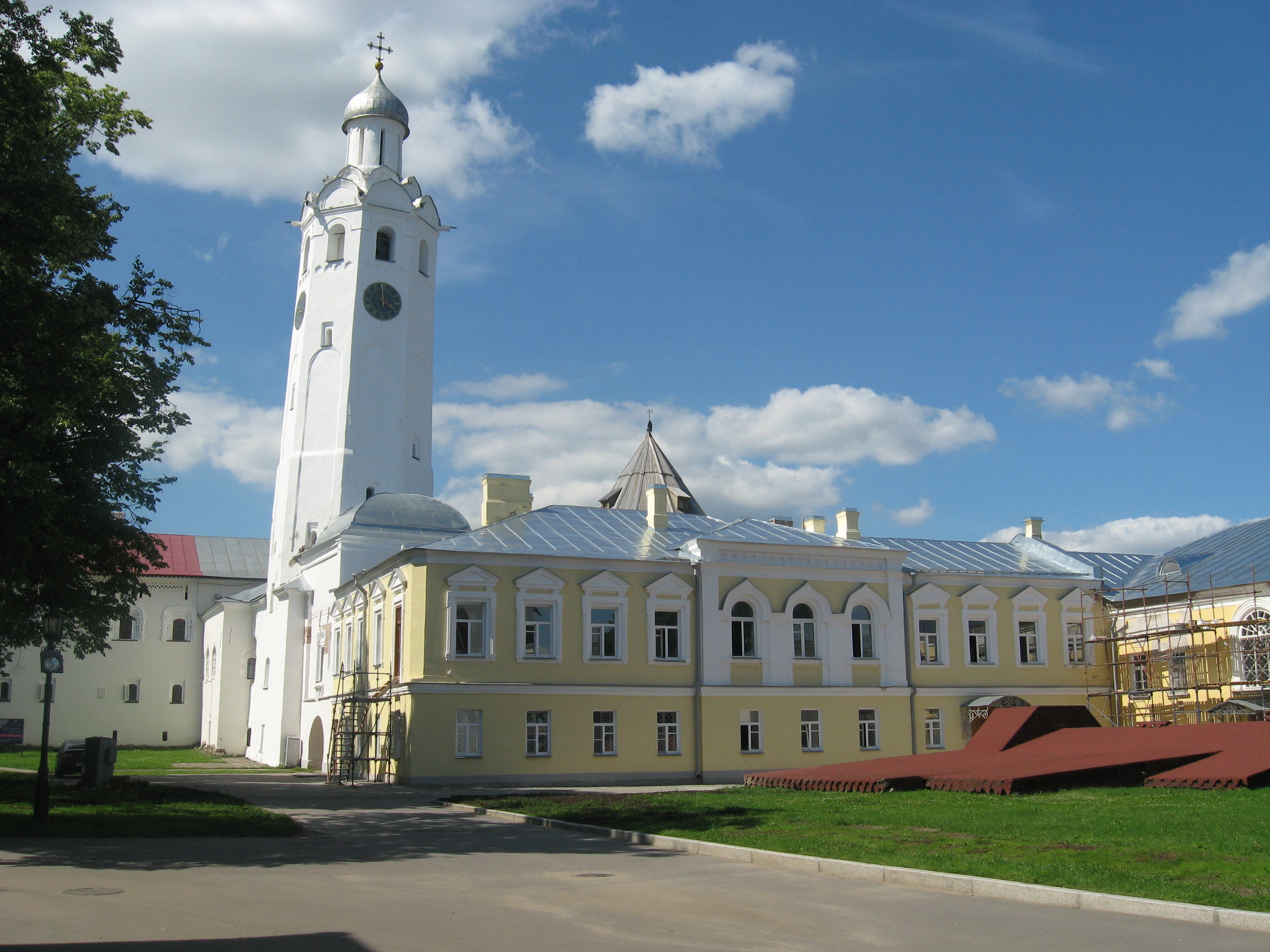
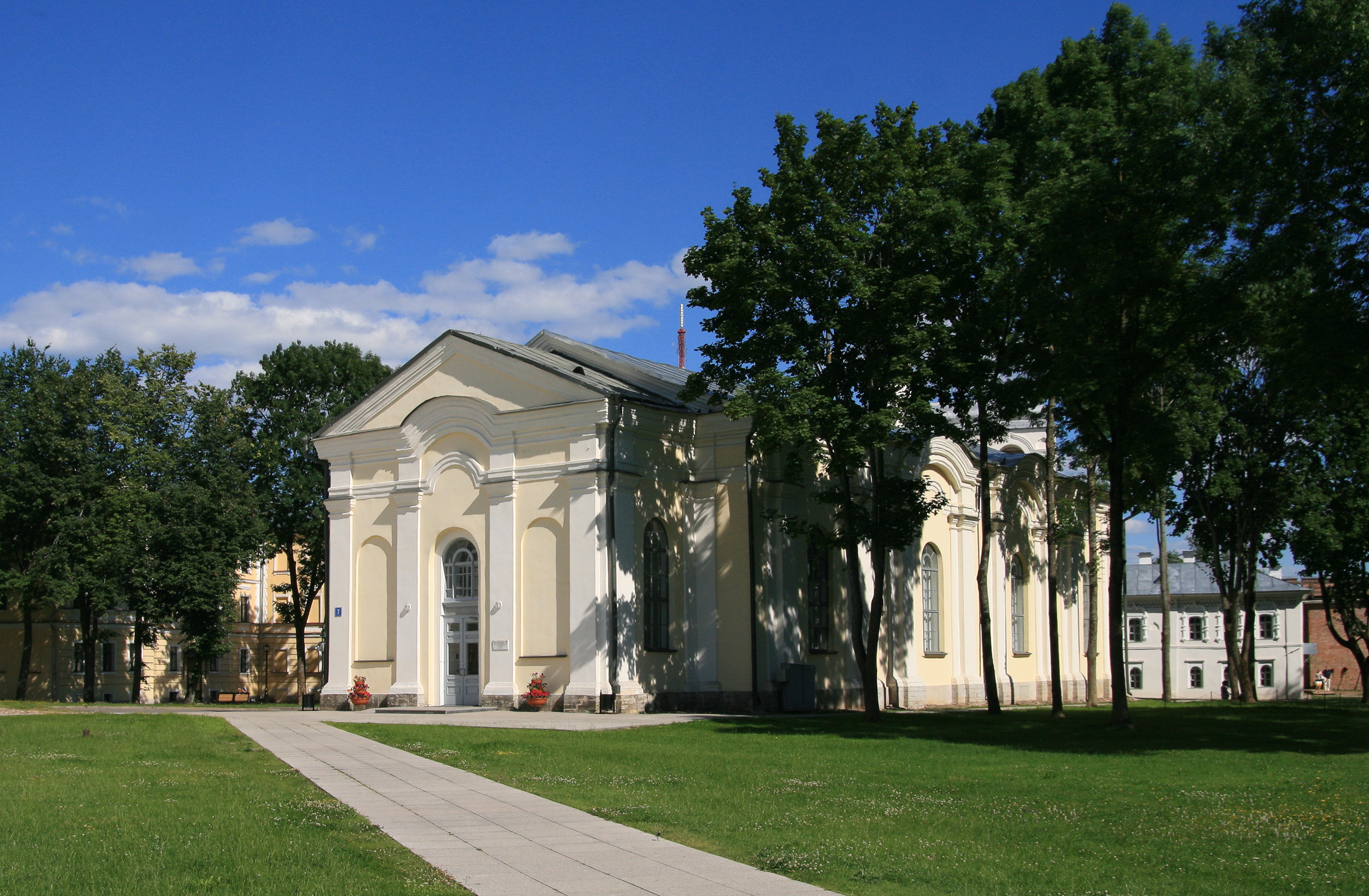
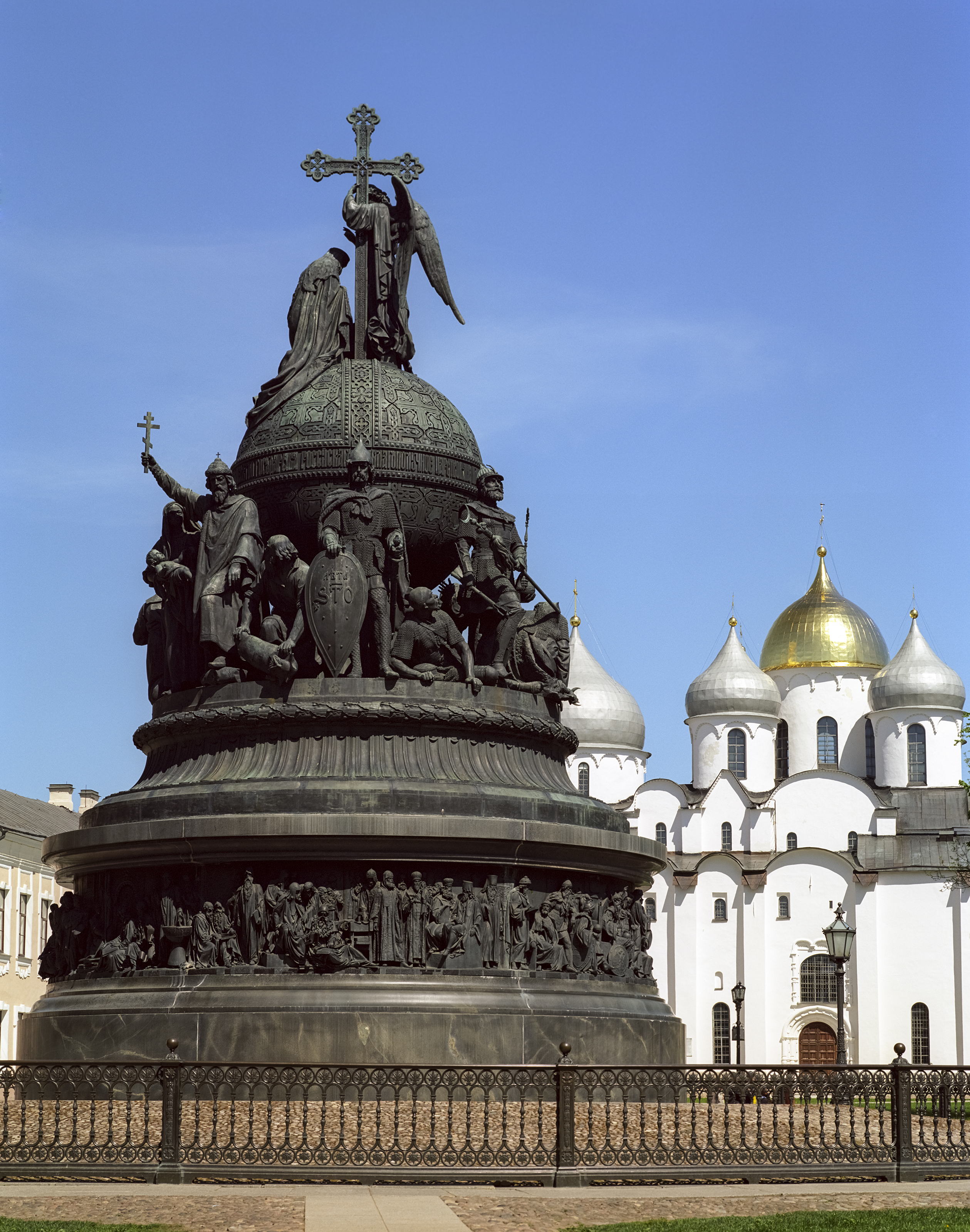
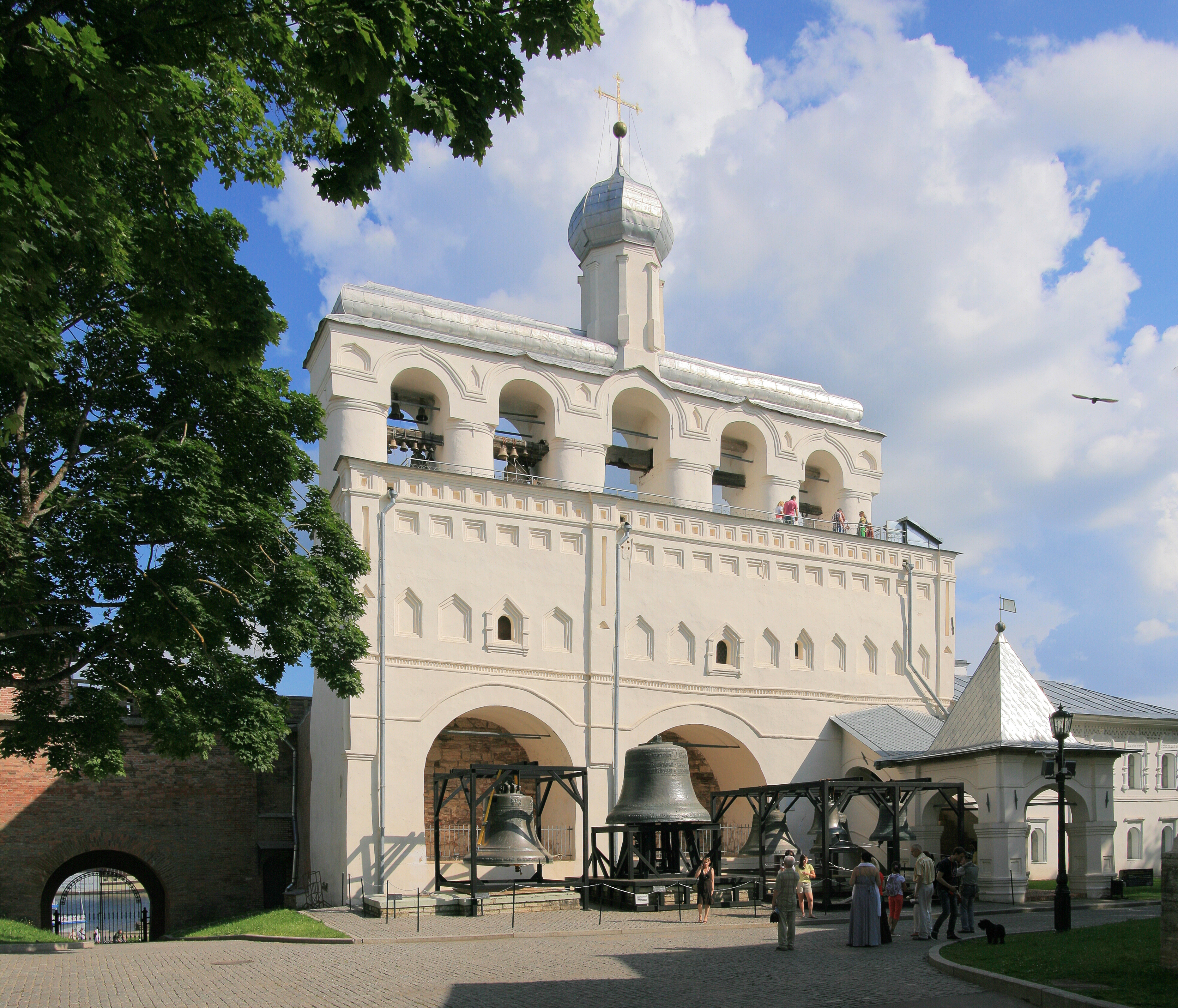
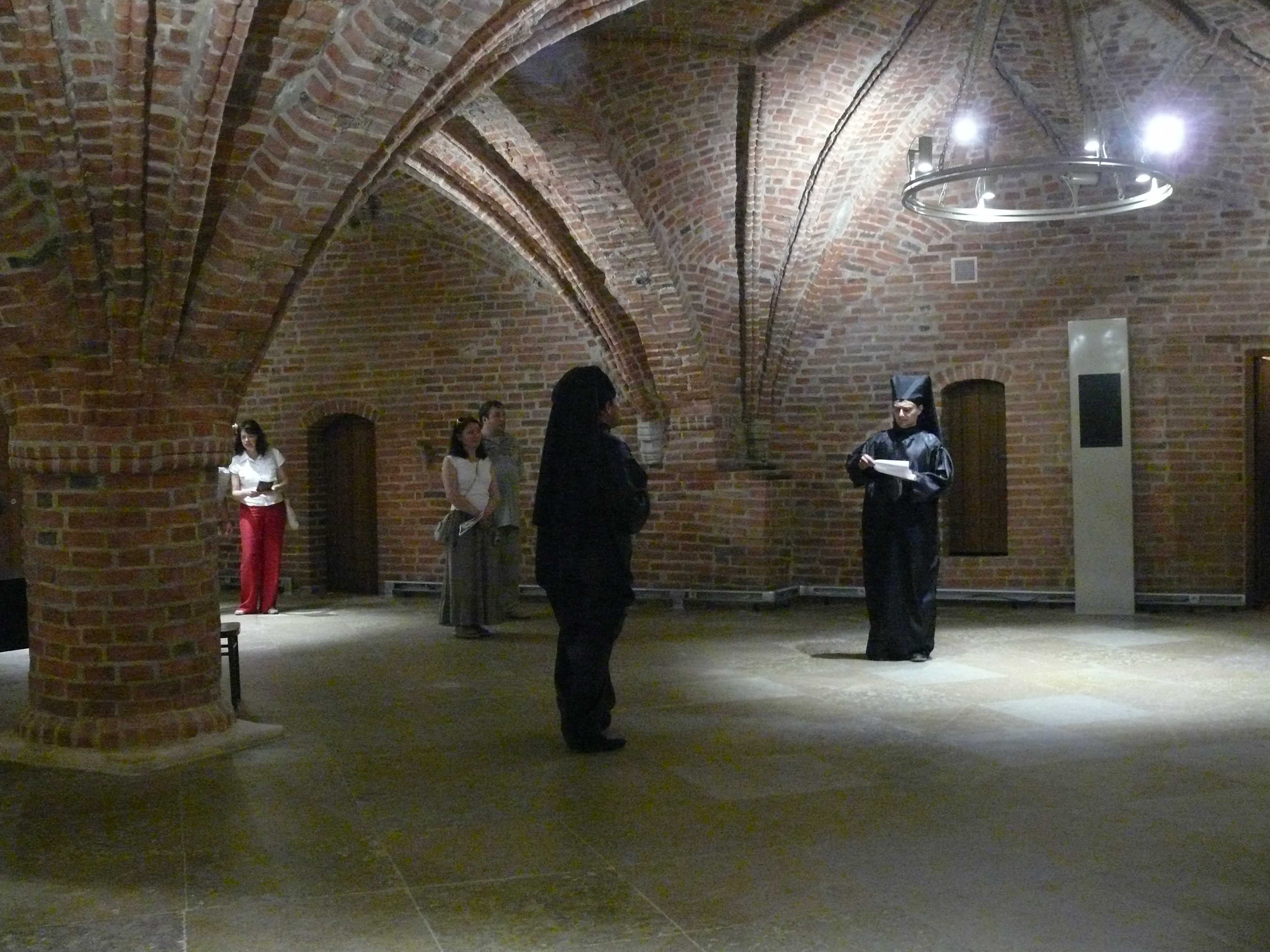
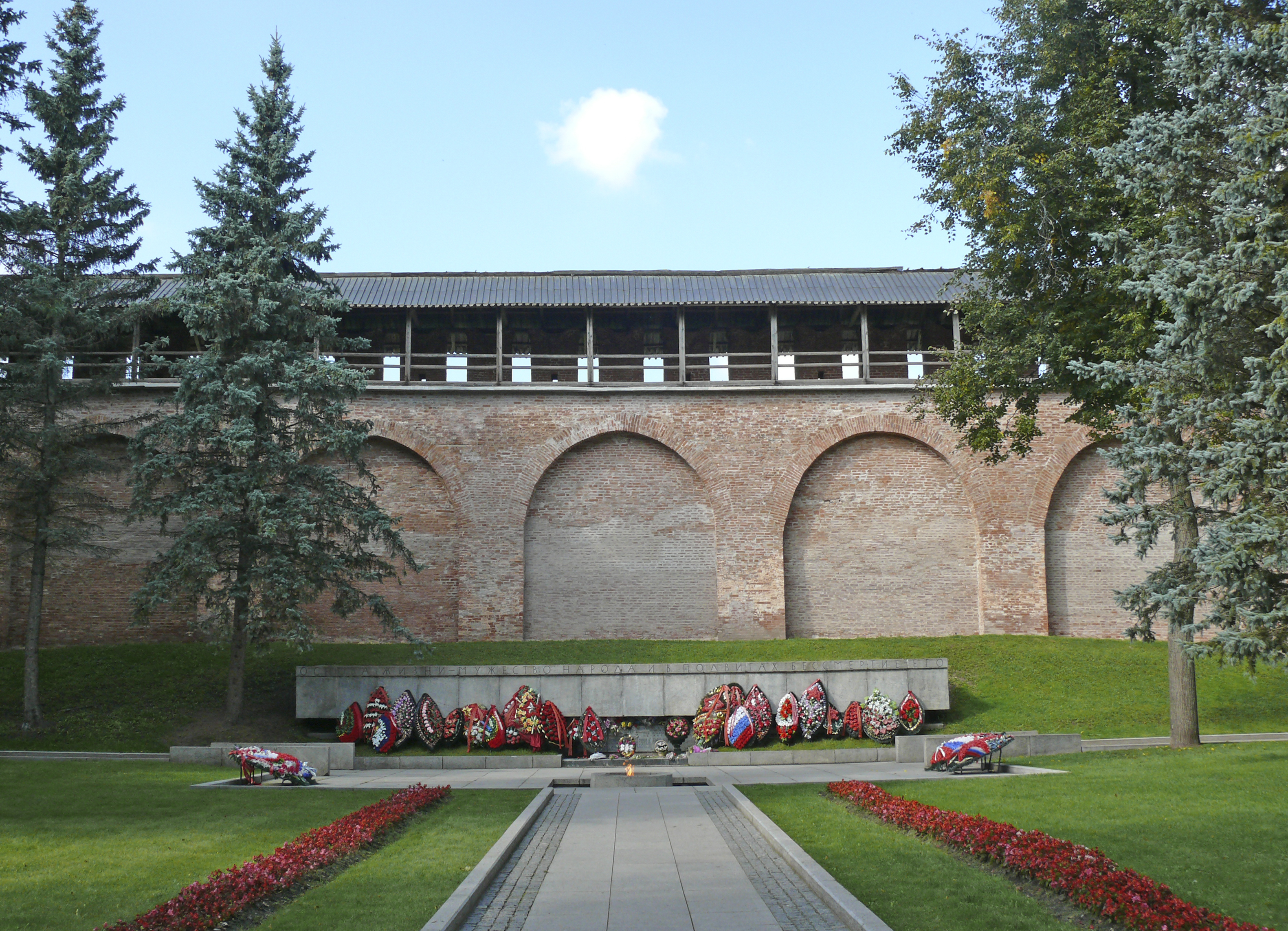
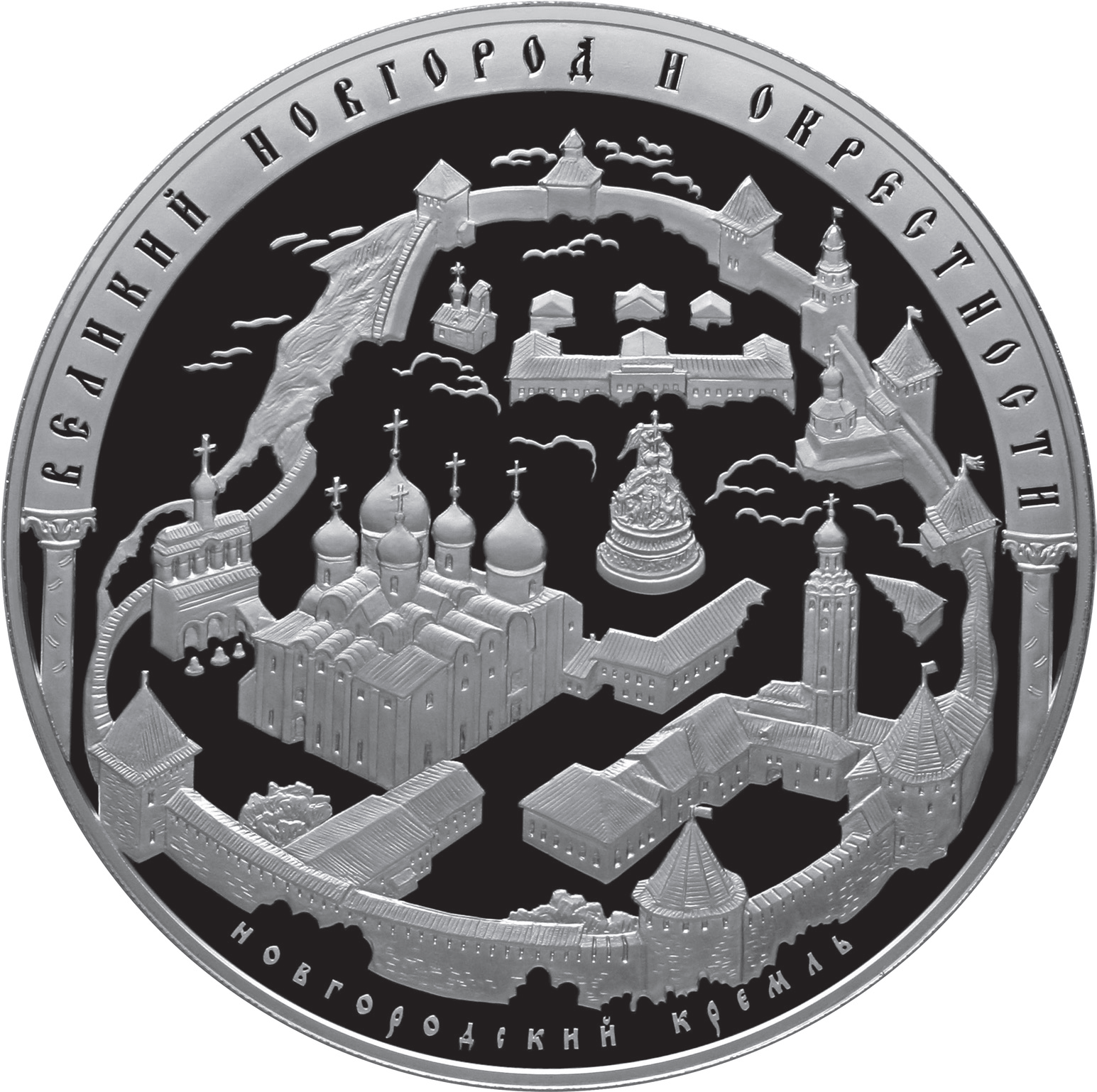
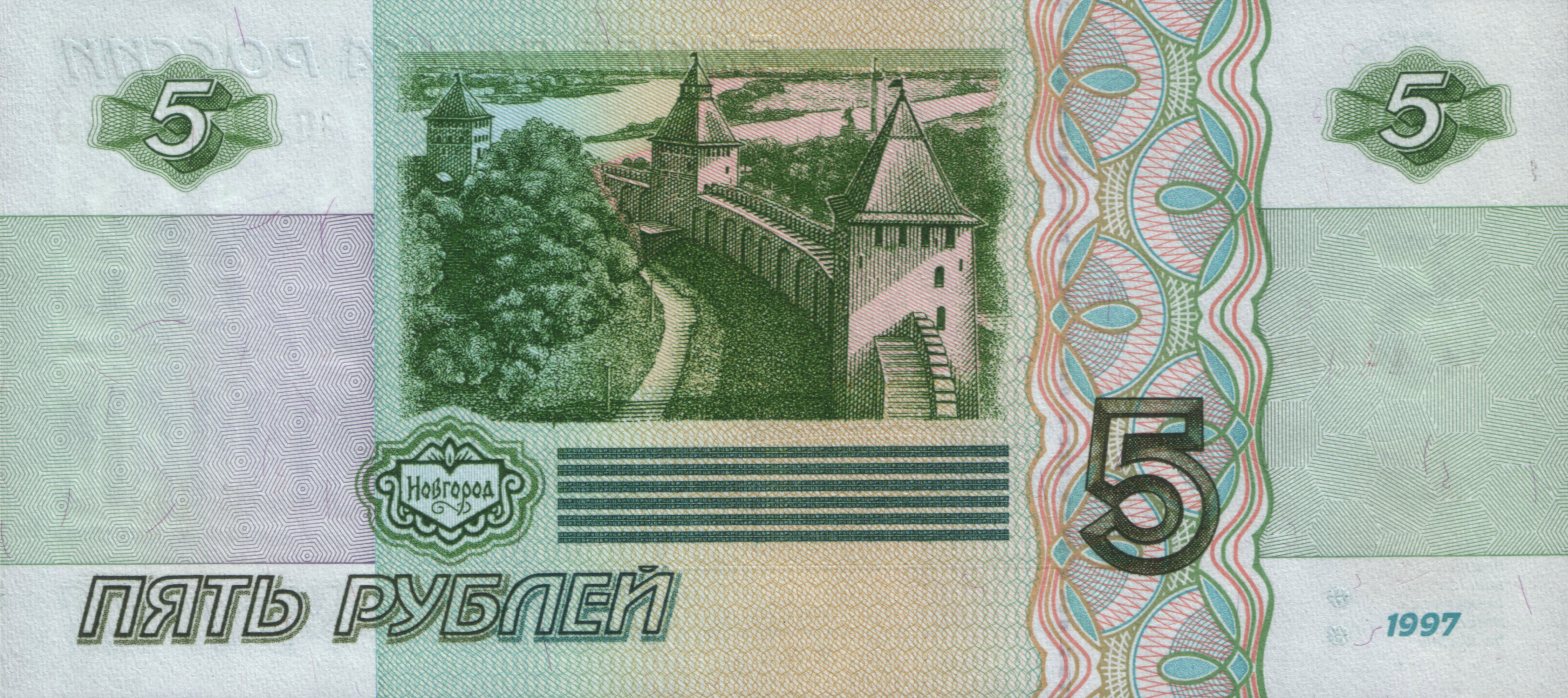

### Ostatní památky
- Pomník Tisíciletí Ruska
- Zvonice chrámu sv. Sofie
- Tajná vodní brána
- Bojarská vodní brána
- Klenotnice
- Věčný oheň